# Gaius Marcius Censorinus (Konsul 8 v. Chr.)
Gaius Marcius Censorinus war ein römischer Senator, der etwa um 50 v. Chr. geboren wurde und um das Jahr 3 n. Chr. starb. Er stammte aus Aquinum und gehörte dem altrömischen Geschlecht der Marcier an.
Gaius Marcius Censorinus war ein Sohn des Lucius Marcius Censorinus, der 39 v. Chr. das Konsulat ausgeübt hatte. Der Grundstein für seine Karriere wurde vermutlich schon im Jugendalter mit der Aufnahme in das Augurenkollegium gelegt. Seine staatsmännische Ämterlaufbahn (cursus honorum) begann er um 20 v. Chr. mit der Aufnahme in die Vigintisexviri, wo er in das Kollegium der Tresviri monetales eintrat. Hier war er für die Münzprägungen in Rom verantwortlich.
In den Jahren 16 bis 13 v. Chr. war er als Legatus mit der Statthalterschaft in Bithynien betraut. Im Jahr 8 v. Chr. wurde Censorinus ordentlicher Konsul. In seiner Amtszeit führte er zusammen mit seinem Kollegen Gaius Asinius Gallus eine Tiberregulierung durch. Außerdem organisierte Censorinus die Festspiele (Ludi votivi) zu Ehren des Augustus, die anlässlich der Rückkehr des Princeps aus Gallien abgehalten wurden. Unter dem Konsulat des Censorinus und seines Kollegen wurde mittels eines Senatsbeschlusses (senatus consultum) im römischen Kalender der sechste Monat (Sextilis) in Augustus umbenannt.
In den Jahren 2 bis 3 n. Chr. war Gaius Marcius Censorinus Prokonsul und Statthalter in der Provinz Asia, wo er ein sehr hohes Ansehen hatte und ihm zu Ehren nach seinem Tod öffentliche Spiele in Mylasa veranstaltet wurden. Censorinus, den die Provinzialen als „Retter und Wohltäter“ (altgriechisch σωτὴρ καὶ εὐεργέτης sotér kai euergétes) bezeichneten, war der letzte Römer, der so gewürdigt wurde, ohne dem Kaiserhaus (domus Augusta) angehört zu haben.
Gaius Marcius Censorinus, der als humanitär charakterisiert wird, verstarb während seiner Amtszeit in der Provinz. Er hatte zu Lebzeiten mit dem römischen Dichter Horaz in einem freundschaftlichen Verhältnis gestanden. Beide waren durch ihre Sammelleidenschaft griechischer Bronzeskulpturen miteinander verbunden. Horaz hatte seinem Freund diesbezüglich eigens eine Ode gewidmet.